# Tectaria godeffroyi
Tectaria godeffroyi là một loài dương xỉ thuộc họ Tectariaceae. Loài này được Christian Luerssen mô tả khoa học đầu tiên năm 1871.